# 霍爾滕巴赫錫芬河
51°02′30″N 7°09′28″E / 51.041683°N 7.157700°E
霍爾滕巴赫錫芬河（德語：Hortenbacher Siefen），是德國的河流，位於該國西部，處於北萊茵-威斯特法倫州，屬於霍爾滕巴赫河的左支流，河道全長1.6公里，流域面積1.2平方公里。